# Římskokatolická farnost Jeřmanice
Římskokatolická farnost Jeřmanice (lat. Gerzmanicium) je zaniklá církevní správní jednotka sdružující římské katolíky na území obce Jeřmanice a v jejím okolí. Organizačně spadala do libereckého vikariátu, který je jedním z 10 vikariátů litoměřické diecéze. Centrem farnosti byl kostel svaté Anny v Jeřmanicích.

## Historie farnosti
Od roku 1787 zde byla lokálie a také vedeny matriky. Farnost byla kanonicky zřízena od roku 1853.
Ke dni 31. prosince 2024 byla na základě rozhodnutí litoměřického biskupa Stanislava Přibyla sloučena do farnosti Hodkovice nad Mohelkou, která se tak stala nástupnickou farností.

### Duchovní správcové vedoucí farnost
Začátek působnosti jmenovaného v duchovní správě farnosti od:
- 1. 3. 2001 – 31. 12. 2024 Miroslav Maňásek, admin. exc.[4]

Kromě kněží stojících v čele farnosti, působili ve farnosti v průběhu její historie i jiní kněží. Většinou pracovali jako farní vikáři, kaplani, katecheté, výpomocní duchovní aj.

## Území farnosti
Do farnosti náleží území obce:
- Jeřmanice (Hermannsthal)[p 2]
- Milíře (Kohlstatt)[p 2]

## Římskokatolické sakrální stavby na území farnosti
| | Fotografie | Stavba                     | Místo     | Bohoslužby                      | Zeměpisné souřadnice            | Status       | Číslo kulturní památky           |
| Kostel | Kostel     | Kostel                     | Kostel    | Kostel                          | Kostel                          | Kostel       | Kostel                           |
| --- | ---------- | -------------------------- | --------- | ------------------------------- | ------------------------------- | ------------ | -------------------------------- |
| 1. |            | Kostel sv. Anny            | Jeřmanice | bližší informace o bohoslužbách | 50°41′54″ s. š., 15°5′41″ v. d. | farní kostel | 32574/5-4337 (Pk•MIS•Sez•Obr•WD) |
| Kaple |            |                            |           |                                 |                                 |              |                                  |
| 2. |            | Kaple Panny Marie Bolestné | Milíře    | bližší informace o bohoslužbách | 50°42′37″ s. š., 15°6′37″ v. d. | kaple        | —                                |
| Některé drobné sakrální stavby a pamětihodnosti lze dohledat zde v databázi Drobné sakrální památky Zaniklé sakrální stavby lze dohledat zde v databázi Poškozené a zničené kostely, kaple a synagogy v České republice |            |                            |           |                                 |                                 |              |                                  |

Ve farnosti se nacházely i další drobné sakrální stavby, místa římskokatolického kultu a pamětihodnosti, které neobsahuje tato tabulka.